# Economia palatina
Una economia palatina, economia de palau o la redistribució de l'economia, és un sistema d'organització econòmica en què part substancial de la riquesa flueix cap al control d'una administració centralitzada, «el palau», i d'allà a la població general, que no pot permetre les seves propies fonts d'ingressos, sinó que depèn sobre manera de la riquesa redistribuïda pel palau.
El concepte d'un sistema de redistribució és si més no tan antic com el concepte de faraó, que significa «casa gran» i descriu el palau reial. Molt més tard, el Nou Testament descriu una població de comunitats cristianes que donen tot el que tenien al patriarca, el qual els donaria el que necessitessin per viure; ja que no hi ha «palau» com a tal, això era similar a l'igualment antic concepte d'economia del regal.
Els antropòlegs han assenyalat molts d'aquests sistemes, dels membres de la tribu participant en les economies de subsistència de diversos tipus comuns en les civilitzacions complexes, com ara la de l'Imperi Inca, que assigna segments de l'economia de pobles específics. L'essència de la idea és que una administració central fa plans de producció, assignant elements de la població per portar-los a terme, recull els béns i serveis així creats, i els redistribueix als productors.
L'economia palatina és un tipus específic de sistema de redistribució on es porten a terme les activitats econòmiques de la civilització en o a prop de les instal·lacions dels complexos de l'administració central, els palaus dels monarques absoluts. És funció de l'administració palatina subministrar als productors amb els béns per a la producció d'altres béns i serveis, que són considerats com a propietat del monarca. Normalment, això no és una empresa altruista. El palau està principalment interessat en la creació de capital, que després pot ser eliminat quan el rei vulgui. Alguns béns poden convertir-se en mercaderia de capital, per ésser venuts o intercanviats per a benefici, o alguns poden ser reinvertits en altres centres, incloses les instal·lacions addicionals de producció, les guerres -activitats econòmiques de les que s'espera un benefici a extreure-, aliances favorables, flotes, i domini dels mars.
En els sistemes antics del palau, els productors eren típicament part del capital de treball. De gran a petit, es van unir a l'economia palatina per llaços indissolubles de servitud involuntària o sota patrocini. S'esperava qualsevol inversió en una guerra per portar un retorn de saqueig i presoners, que se convertís en part de la dotació del complex del palau. El palau va ser el responsable d'atendre les despeses dels productors. Havia de proporcionar aliments, roba i refugi, el que succeïa sovint en les instal·lacions, com en el cas dels fabricants de tela femenins.

## Origen del terme

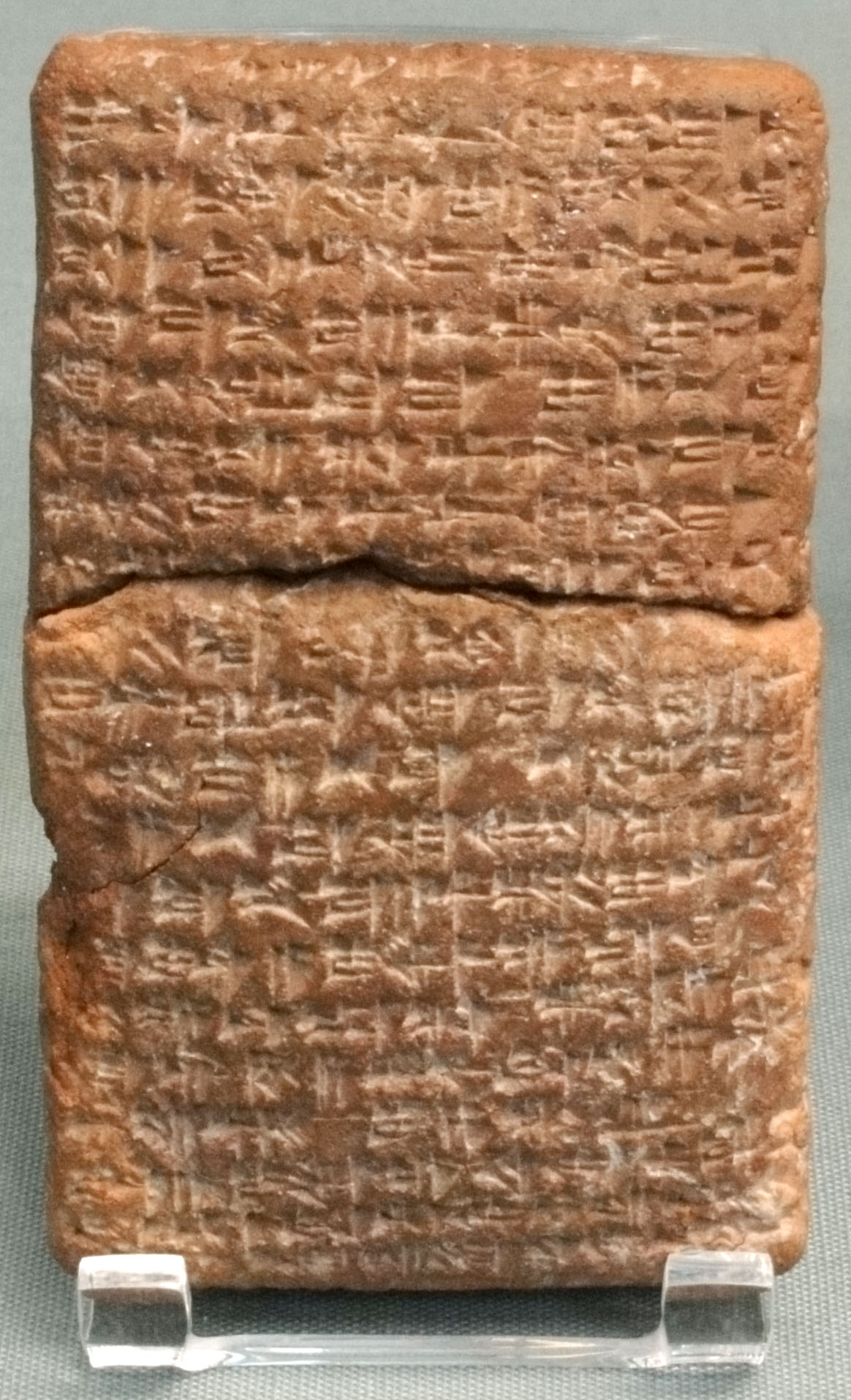
Tauleta d'argila sobre un tractat d'Alalakh.

La utilització actual dels termes va venir a partir de l'estudi dels palaus de les civilitzacions minoica i micènica que van sorgir a l'edat del bronze a la regió de l'Egeu. El terme de l'economia palatina va començar com una etiqueta per a les activitats econòmiques dels palaus individuals. Per exemple, Sir Arthur Evans en parlar de l'economia del palau, es referia a l'economia del palau de Knossos. Altres van fer el mateix, sense comprendre encara la noció abstracta de quin tipus d'economia era.

Al 1956 Ventris i Chadwick compromesos amb la publicació d'una idea que havien estat considerant prèviament, explicaven:
| « | Tampoc hi ha cap evidència en les tauletes d'alguna cosa semblant a la moneda. Cada producte s'enumera separadament, i mai no hi ha qualsevol signe d'equivalència entre una unitat i una altra. | » |

Contemporàniament Moses I. Finley havia informat de l'evidència que es mostrava en la redistribució de les tauletes d'argila i intentava cercar la manera de com s'organitzaven en aquells temps de la pre-moneda. Al món d'Odisseu es va observar que la més gran distribució era interna:
| « | Tot el treball] de producció, la sembra, la collita, la molta i el teixit, també la caça i la l'atac militar, encara que realitzat per individus, es fa en nom de la família com un tot... i des del centre es redistribueix... . | » |

La hipòtesi de Finley és que el lliurament de regals que era, «el mecanisme bàsic d'organització entre molts pobles primitius», s'havia convertit en un sistema d'intercanvi, sense preus, i depèn de la valoració ad hoc dels bescanviadors:
| « | L'acte d'entrega va ser... sempre la primera meitat d'una acció recíproca, l'altra meitat de era un contrapresent. | » |

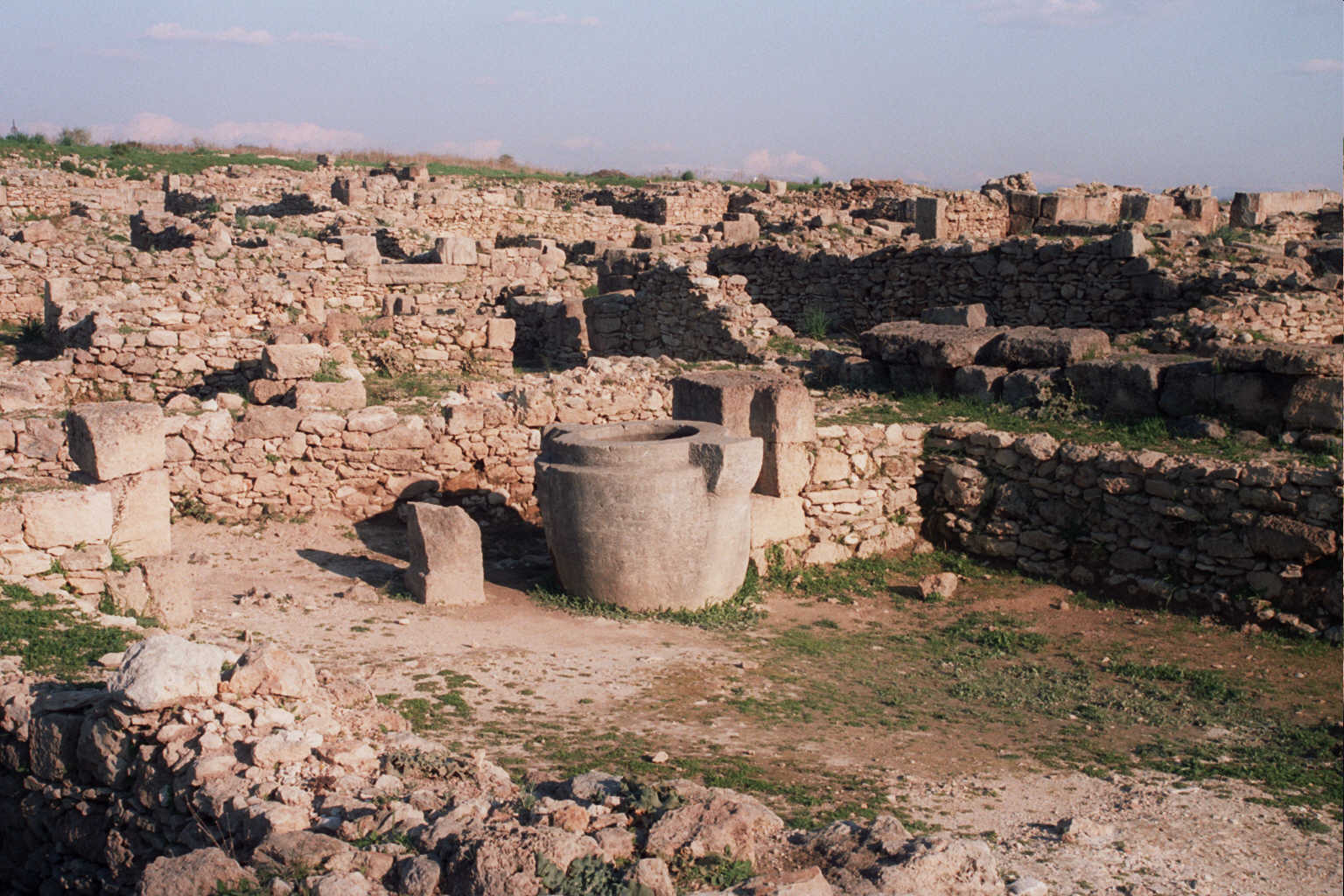
Restes del Palau d'Ugarit.

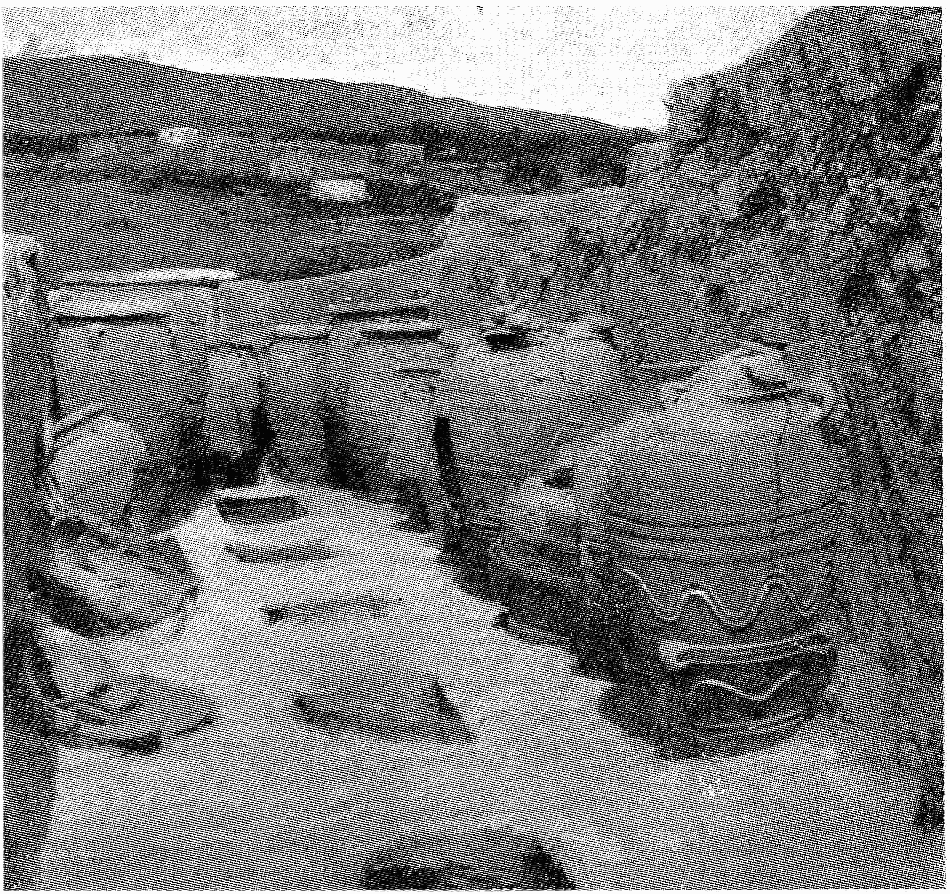
Restes d'un magatzem al Palau de Cnossos

Les observacions de Finley van ser immediatament i gairebé universalment acceptades; Tanmateix, algunes altres hipòtesis es van desenvolupar al llarg de les dècades de llavors ençà. Vaixells micènics van ser enviats fora dels complexos del palau carregats de ceràmica, olis, perfums i d'altres béns, precisament, com si fossin exportacions a la venda, en lloc del lliurament de regals. Ventris va morir el 1956. Igual que altres arqueòlegs de l'època, mai no va imaginar l'economia palatina com alguna cosa més que l'economia del dia a dia del palau, encara que Ventris i Chadwick van fer l'observació sobre les «similituds en la mida i l'organització dels palaus reials de Nuzi, Alalakh i Ugarit». Així mateix, Finley a la fi de 1950 no es referia al seu sistema com una economia palatina. L'estat de la paraula va canviar en 1960, quan els teòrics històrics van posar tots dos termes junts.
Es creu que el primer de fer-ho va ser Karl Polanyi, el tipòleg econòmic, cap al final de la seva vida i al cim de la seva carrera, qui recolzava i estava d'acord en el treball de Finley. Al compendi de l'any 1960, City Invincible, escrit abans de 1958, ell va assenyalar que Ventris havia indicat que la moneda estava absent de les tauletes, però ho va expressar d'una manera diferent: «Michael Ventris... ha afirmat l'absència de diners a l'economia de palau de la Grècia micènica». Ventris no havia fet tal cosa, mai no havia declarat que la Grècia micènica tenia una economia de palau; entre 1956 i 1958 un nou sistema havia estat definit i estava sent nomenat economia palatina. La majoria dels teòrics van seguir l'exemple. Grahame Clark (1961) va escriure sobre una «economia de palau introduïda des de Creta....» Chester Starr (1961) va dir: «Els artesans i pagesos van ser abraçats per llei en una economia de palau sota el control reial, ....» Leonard Robert Palmer (1963), es refereix a la «altament centralitzada 'economia palau' de Cnossos i Pilos». La paraula mai no va ser tan sols les activitats econòmiques en un sol indret novament.

L'any 1965 s'aplicava l'economia palatina àmpliament sobre totes les civilitzacions de l'Egeu i el Orient Pròxim i l'Orient Mitjà de l'[[Edat del bronze[#Bronze Final|Edat del bronze final]]. Es va convertir en un terme tan normal que, posteriorment, es va aplicar als moderns tipus de sistemes econòmics. N'hi va haver, tanmateix, una notable abstenció. John Chadwick, que va heretar el treball i la tradició de Ventris, en la seva obra The Mycenaean World  (1976), no es refereix a una economia palatina o de palau. En lloc seu, implica preguntes, com per exemple:
| « | ... No està tan clar com un palau petit pot ser... El que podem deduir dels edificis del palau és que hi ha centres administratius... cada centre de l'administració implica un administrador, independentment de què sigui un monarca independent, un príncep semiautònom, o un baró local, .... | » |

Això implica que el model d'economia palatina podria ser simplista en la tendència actual. Paul Halstead resumeix un fòrum iniciat per Nakassis i d'altres com:
| « | El terme «redistribució» s'ha utilitzat amb una gamma de significats en el context de l'Edat del Bronze Egeu i pel que, enfosqueix encara més que no il·lumina,l'aparició i el funcionament de les economies polítiques. | » |

## Civilització cretenca

### Creta minoica
A l'Edat del bronze mitjà, aproximadament la primera meitat del segon mil·lenni abans de Crist, el Mediterrani oriental estava dominat per una civilització nomenada minoica pel seu descobridor, Arthur Evans en} l'excavació del palau de Knossos que va relacionar, per la seva construcció laberíntica, amb el Palau de Minos, pel que va donar a les seves troballes la denominació genèrica de civilització minoica. La civilització era marítima, les seves flotes eren llegendàries, els seus assentaments van ser principalment costaners, i les seves operacions la majoria pacífiques. Hi ha llegendes, com la de Teseu i el Minotaure, que indiquen que el tribut d'algun tipus es va recollir per Creta de llocs de l'estranger, però la seva llegendària història és molt diferent de la que s'expliquen sobre guerres i guerrers del terreny ferm. L'evolució de les estructures palatines, si això és el que eren, va començar a Creta en el període Minoic mitjà (MM) de l'Edat del bronce mitjà. El començament del que Shaw nomena «els tres grans»:Cnossos, Festos, Malia, es data al MMI, però d'altres es va iniciar al MMII. Les relacions entre totes les fundacions es desconeixen, però un sol acte de fundació ha quedat ja descartat.
El tipus de sistema econòmic imperant a Creta i, presumiblement, sempre que sigui de Creta està molt bé documentada per centenars de tauletes d'argila trobades a diverses ubicacions de Creta. Solament la resistència persistent de la seqüència de comandos d'escriptura, Lineal A, en desxifrar, impedeix que aquests documents puguin ser llegits, i la informació que contenen assimilada. En conseqüència, no se sap res sobre l'economia més enllà del que es dedueix de l'arqueologia o per establir paral·lels de risc en la informació presentada als documents que es poden llegir de l'última edat de bronze. Que els minoics, com els va nomenar Evans en absència de coneixement del seu veritable nom o noms, poden haver tingut una economia palatina és mera especulació.
Un exemple és la civilització minoica és la que depenia econòmicament del conreu de blat, olives, raïms i d'altres productes. L'economia minoica també va donar suport a diverses indústries com ara la indústria tèxtil, la de la ceràmica i la metàl·lica. Algunes de les indústries manufactureres es van basar en els palaus. La *producció a partir de terres de conreu circumdants que es van recollir, s'enregistraven i emmagatzemaven als palaus com es pot certificar pel gran nombre de magatzems i objectes d'emmagatzematge que s'han recuperat. Els palaus semblen haver tingut un grau de control sobre el comerç d'ultramar. La descoberta de les tauletes de la Lineal A i Lineal B, amb un llistat de productes bàsics a les àrees d'arxiu del Palau de Knossos, suggereix una burocràcia altament organitzada i un sistema de conservació d'enregistraments que controlava tots els productes entrants i sortints.

### Altres
Les economies palatines, a l'antic Egipte, la Mesopotàmia, Anatòlia i el Llevant van anar disminuint al bronze final, sent reemplaçat per primitives economies de mercat dirigides per comerciants privats o oficials que eren propietaris de les empreses privades al lloc. L'últim reducte i personificació del sistema palatí va ser la Grècia micènica, que va ser completament destruïda durant el col·lapse de l'edat de bronze i les següents edats fosques gregues.

## Àsia
El model mandala per descriure els patrons de poder polític difús a començaments de la història del sud-est asiàtic, es va originar per OW Wolters el 1982, encara que sense abordar els problemes econòmics. Després que l'agent britànic John Crawfurd va ser a una missió a Siam l'any 1822, en el seu diari descriu una «economia palatina» que atribueix a la rapacitat. La seva missió es va endarrerir al port de Pak Nam fins que ell va donar donat una explicació satisfactòria de regals al palau, acabant amb l'interrogatori en detalls minuciosos respecte d'un cavall de regal, que Crawfurd havia considerat, «un bon exemplar de la delicadesa i la rapacitat que posteriorment he trobat tan característica de la Cort siamesos i els seus oficials, sobre totes aquestes qüestions de caràcter similar». Aquesta situació va iniciar el canvi cap a una economia de mercat amb el Tractat Bowring, negociat pel defensor de lliure comerç Sir John Bowring amb la modernització del rei Mongkut de Siam, signat el 18 d'abril de 1855.